# スヴィシュトフ
スヴィシュトフ（Svishtov (ブルガリア語: Свищов [sfiʃˈtɔf])）は、ブルガリア北東部の町、およびそれを中心とした基礎自治体。ヴェリコ・タルノヴォ州に属する。ドナウ川右岸に位置し、オスマン帝国の統治下ではジシュトヴィ（Ziştovi）と呼ばれた。

## 歴史
スヴィシュトフは、クラウディオス・プトレマイオスによって言及された古代ローマの植民市であるノヴァエ（Novae）と同定された。この町はローマ帝国による北方の蛮族に対する征伐に利用されてきた。
また同地は、短期間テオドリックによる東ゴート王国の首都がおかれていた。テオドリック大王はマケドニア、ギリシャを侵略した後、シンギドゥヌム（Singidunum、ベオグラード）を471年に征服し、その後483年にドナウ川下流のノヴァエ（スヴィシュトフ）に居を構えた。テオドリックは後年、活動の中心をイタリアに移す間での間、ノヴァエに留まった。
ノヴァエの町は613年以降に破壊された。これは、この土地で発掘されるコインは613年までに鋳造されたものであったことからわかる。その正確な位置は現在のスヴィシュトフの町よりも西のスタクレン（Staklen）であったが、16世紀にオスマン帝国との戦争によって町が破壊された後に町の中心は東へ移動した。
1790年に署名された和平合意が結ばれた場所はスヴィシュトフであり、これによってオーストリアとオスマン帝国の国境が画定された。町は1810年にロシア人によって焼き払われたが、1820年以降に再建が始まり、ドナウ川下流への蒸気機関輸送の導入（1835年）によって町は栄華を取り戻した。ルーマニアの町アレクサンドリア（Alexandria）は、露土戦争によって脱出したスヴィシュトフ出身者によって築かれた町である。また、スヴィシュトフは露土戦争によって最初に解放された町として知られる。
南極、サウス・シェトランド諸島のリヴィングストン島にあるスヴィシュトフ洞窟はこの町にちなんで命名された。

## ギャラリー

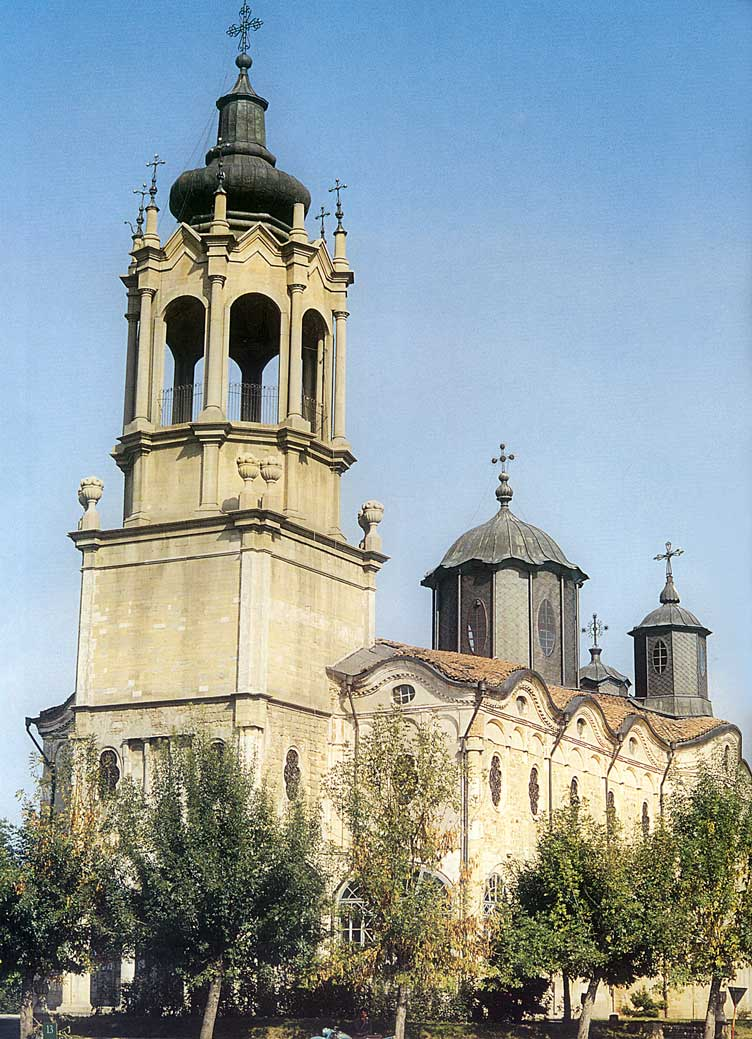
至聖三者大聖堂
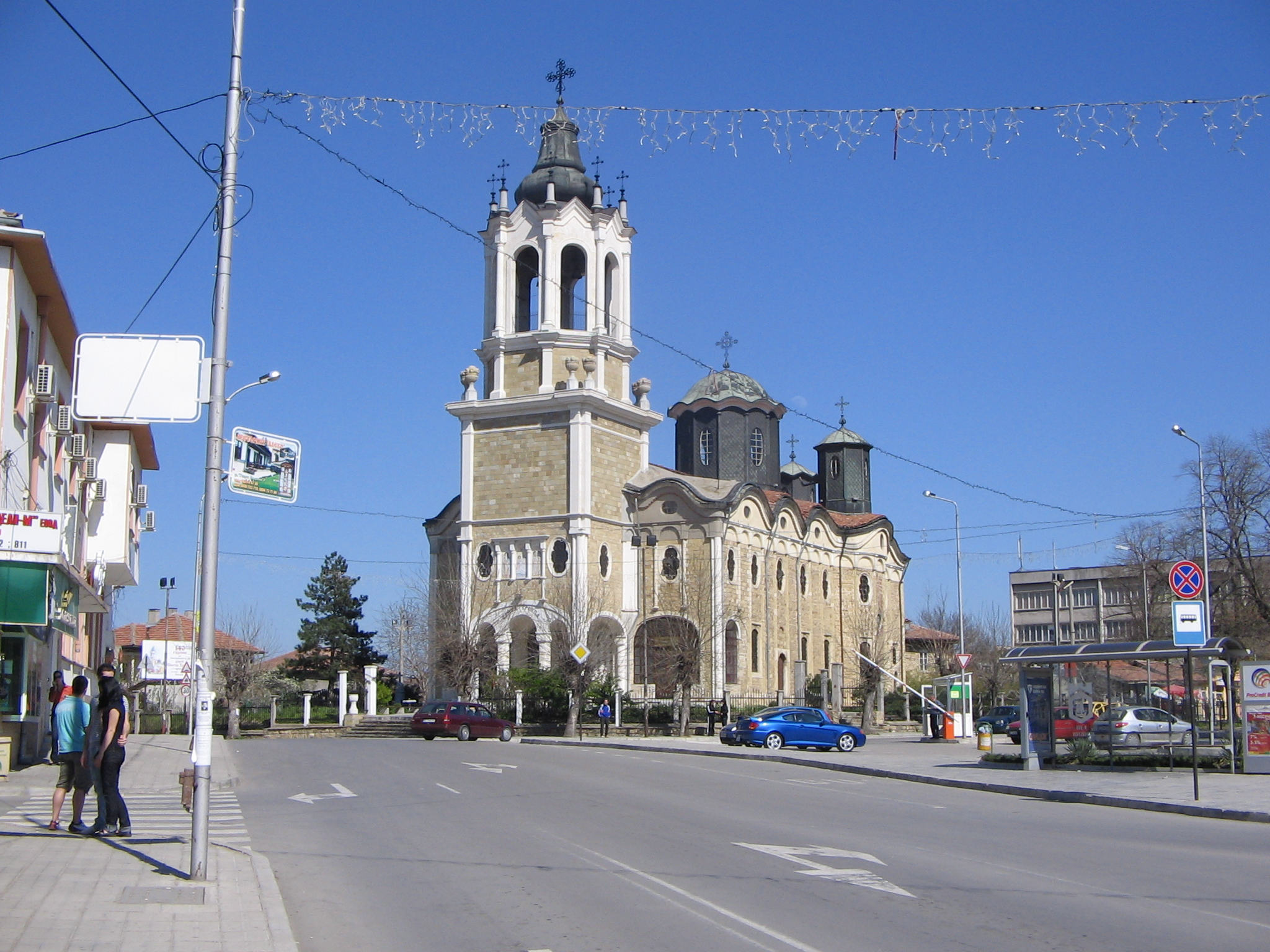
至聖三者大聖堂
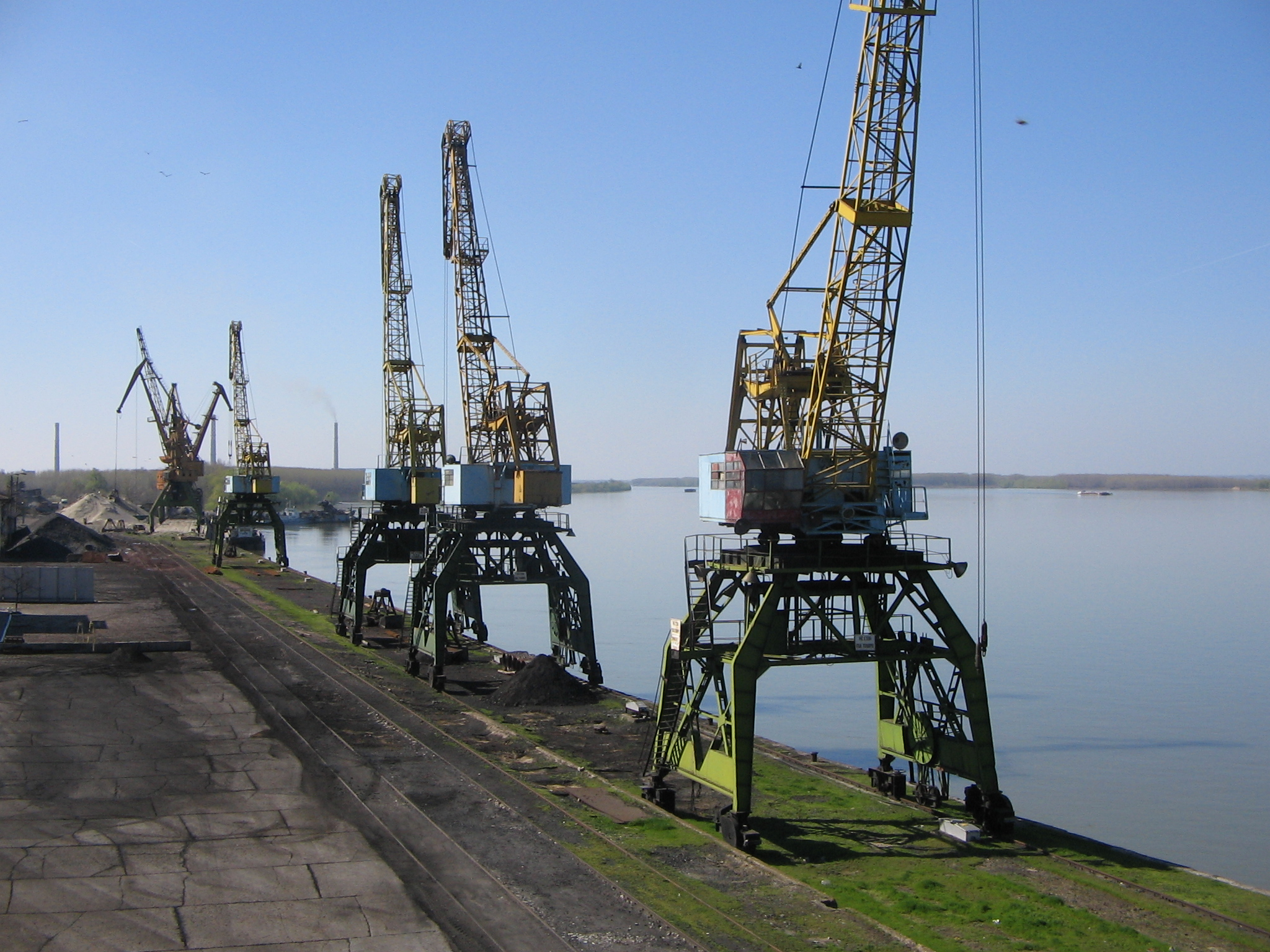
ドナウ川に面する港湾施設
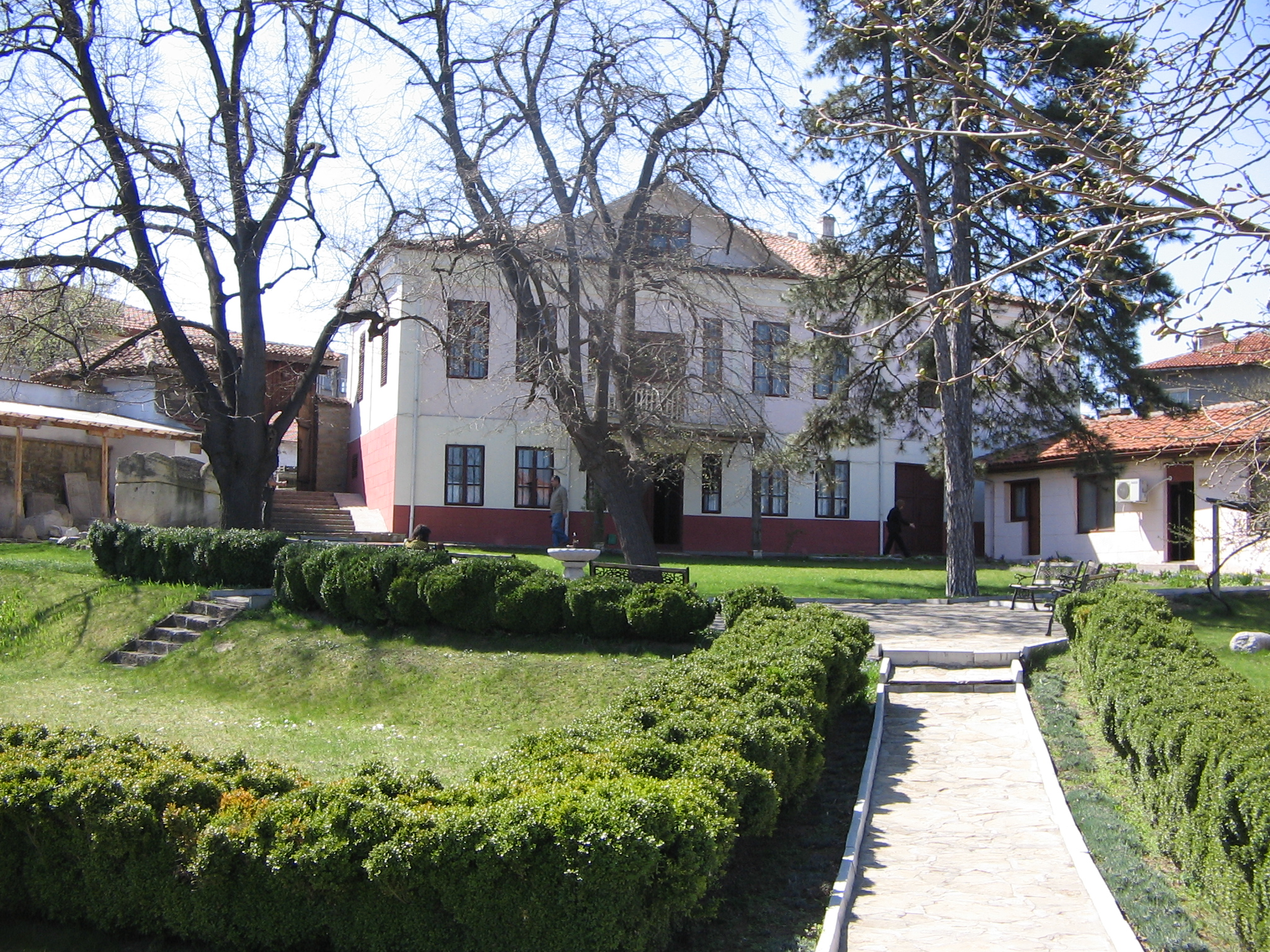
アレコ・コンスタンティノフ博物館
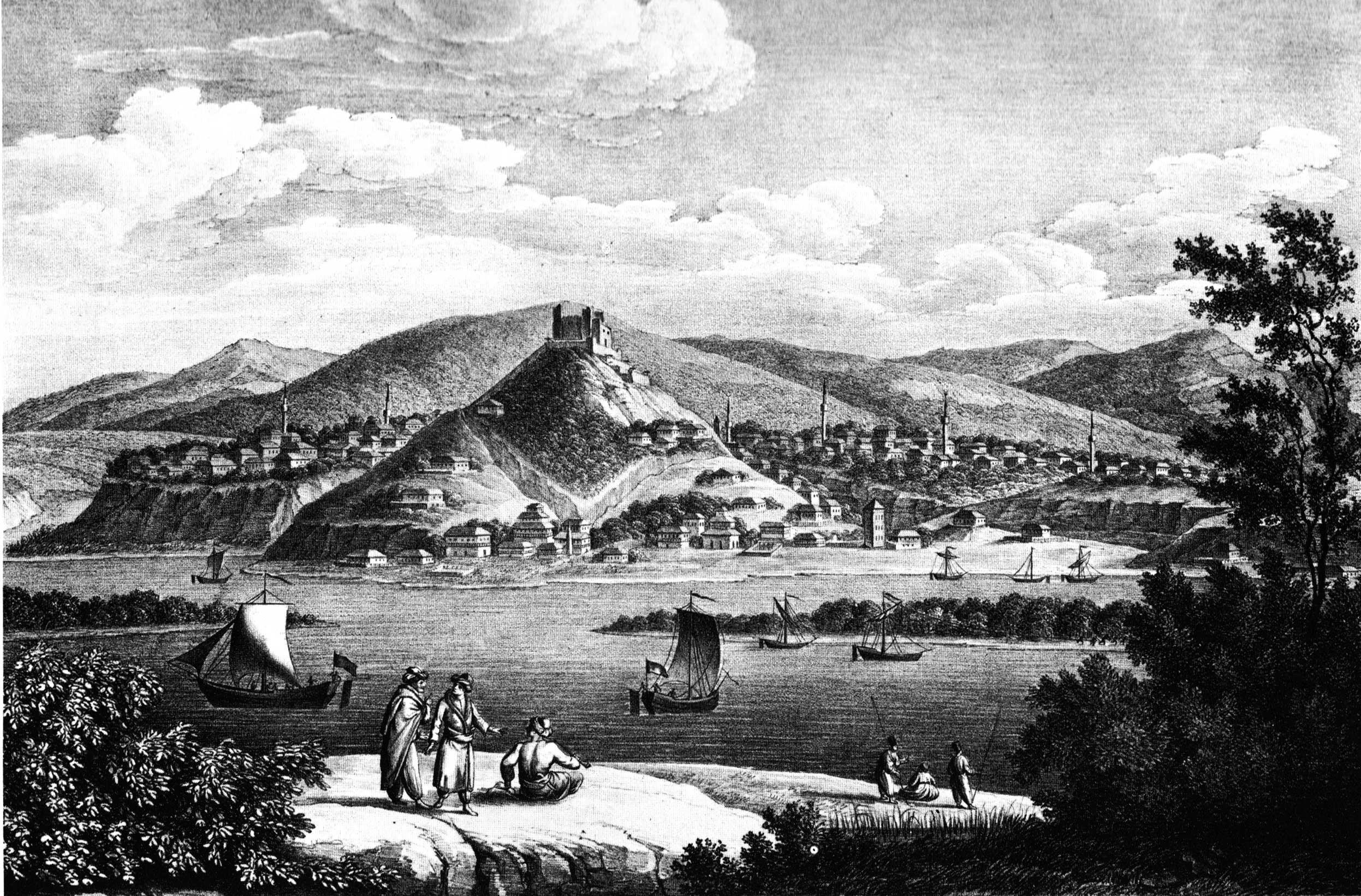
1824年当時の様子

## 町村
スヴィシュトフ基礎自治体（Община Свищов）には、その中心であるスヴィシュトフをはじめ、以下の町村（集落）が存在している。
- Алеково
- Александрово
- Българско Сливово
- Вардим
- Горна Студена
- Деляновци
- Драгомирово
- Козловец

- Морава
- Овча могила
- Ореш
- Свищов
- Совата
- Хаджидимитрово
- Царевец
- Червена

## 姉妹都市・友好都市

### 姉妹都市
- ヴェレス、マケドニア共和国
- ビイェロ・ポリェ、モンテネグロ
- プリイェポリェ、セルビア
- 台州市、中華人民共和国
- フルーヒウ（Глухів）、ウクライナ
- ジムニチャ（Zimnicea）、ルーマニア
- アレクサンドリア（Alexandria）、ルーマニア
- カヴァイヨン（Cavaillon）、フランス

## 友好都市
- バルセロス、ポルトガル
- イスマイリア、エジプト